# داملیجا (چیلدیر)
داملیجا (به ترکی استانبولی: Damlıca) یک منطقهٔ مسکونی در ترکیه است که در چیلدیر واقع شده‌است.